# Tommy Hunt

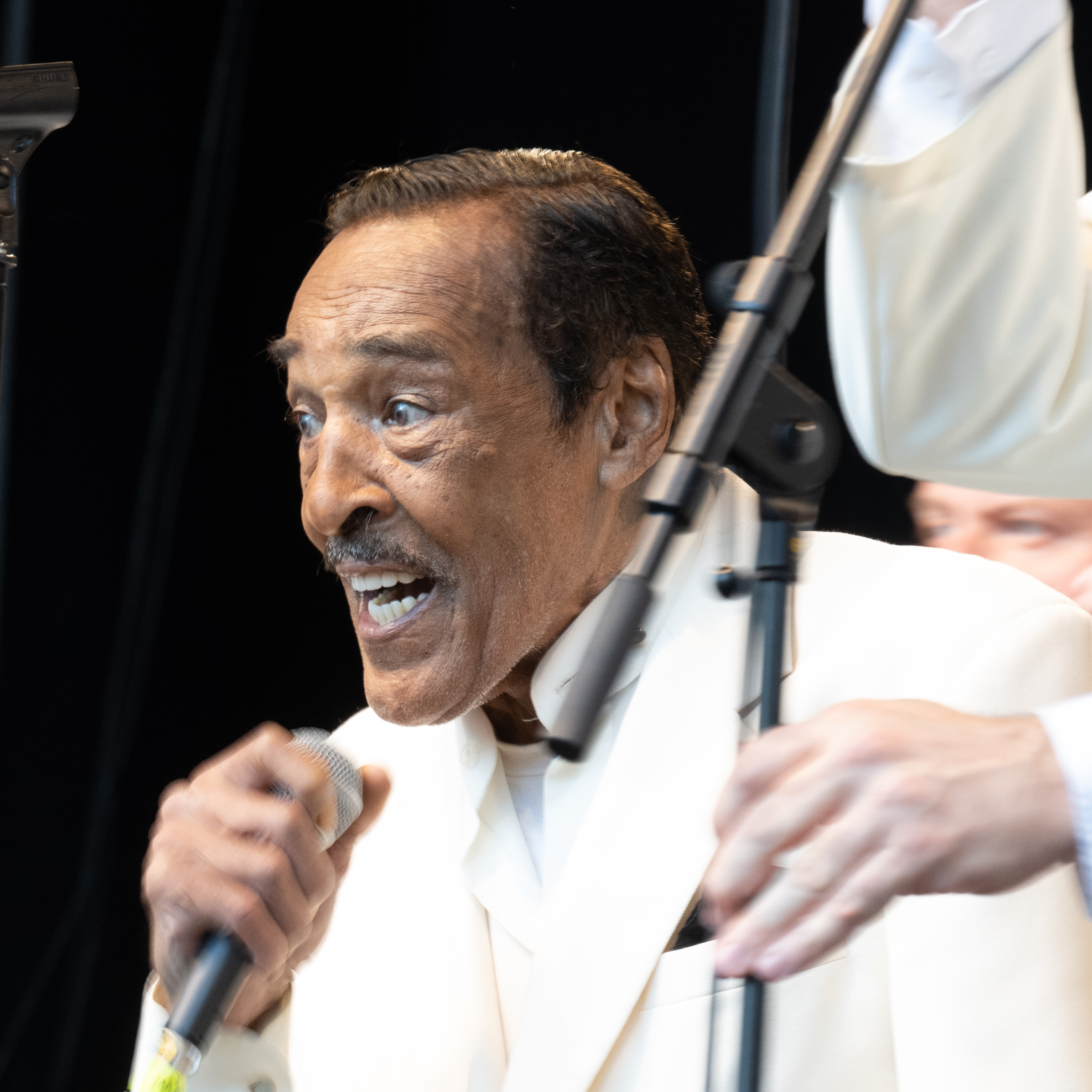
Tommy Hunt beim Summer Jamboree 2022 in Lugano/Schweiz

Charles James „Tommy“ Hunt (* 18. Juni 1933 in Pittsburgh, Pennsylvania; † 12. Februar 2025) war ein Rhythm-and-Blues-Sänger, der vor allem als Mitglied der Doo-Wop-Gruppe The Flamingos bekannt wurde.

## Leben
1953 war Charles James Hunt, seit seiner Schulzeit wurde er Tommy genannt, Gründungsmitglied der Five Echoes und schloss sich Ende 1956 den Flamingos an. 1959 hatten die Flamingos inklusive Hunt mit I Only Have Eyes for You ihren größten Hit und traten in dem Rock-’n’-Roll-Film Go, Johnny, Go! neben Alan Freed, Jimmy Clayton, Eddie Cochran und Chuck Berry auf. 1960 verließ Hunt die Band wegen persönlicher Differenzen und begann eine Solokarriere.

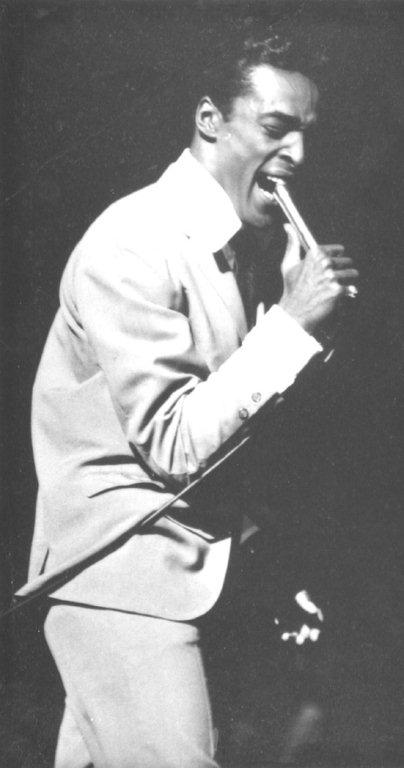
Tommy Hunt, 1962

Noch 1960 bekam er einen Plattenvertrag bei Florence Greenbergs Scepter Records und nahm die Single Human auf, die Ende des Jahres Platz 5 der R&B-Charts belegte. Ende 1962 kam Hunts Debütalbum I Just Don’t Know What to Do with Myself auf den Markt, dessen Titeltrack Dusty Springfield später zum Hit machte. Während der 1960er Jahre trat Hunt in New Yorker Clubs auf und spielte unter anderem mit Jackie Wilson, Marvin Gaye, Ray Charles, Diana Ross and the Supremes, Chuck Berry oder Sam & Dave. 
Ende 1969 sang Hunt für die US-Army in Deutschland und ließ sich bald danach in England nieder. Das allmähliche Verschwinden der Soulszene Anfang der 1980er Jahre dezimierte auch Hunts Auftritte beträchtlich. Er zog nach Amsterdam, um dort mit verschiedenen Kabarett-Ensembles zu arbeiten. 1997 ging Hunt zurück nach England und arbeitete an seinem Comeback als Soul- und Rhythm-and-Blues-Sänger. Seine Autobiographie Only Human erschien 2008.
Im Rahmen eines Northern Soul Specials in Hamburg trat Tommy Hunt im September 2010 erstmals nach langer Zeit wieder in Deutschland auf.
Danach war er vermehrt in Europa (vornehmlich England) live zu sehen und blieb bis ins hohe Alter tätig.